# Laniatores
Die Laniatores (von lateinisch laniator: Fleischer, Metzger) sind eine der vier rezenten Unterordnungen der Weberknechte. Mit mehr als 4000 beschriebenen Arten sind sie die artenreichste Unterordnung. Ihr Verbreitungsschwerpunkt ist Südamerika.

## Merkmale
Laniatores sind typischerweise hart sklerotisierte, „gepanzert“ wirkende Tiere. Bei den meisten Gruppen sind der Carapax (der Rückenschild des Cephalothorax, also des miteinander verschmolzenen Kopf- und Rumpfabschnitts) und die Tergite der ersten fünf Segmente des Hinterleibs miteinander zu einer einheitlichen Platte verschmolzen, bei den Weberknechten Scutum magnum genannt. Die folgenden drei Hinterleibstergite schließen als freie Platten an, d. h. sie sind mit einer mehr oder weniger breiten, gelenkigen Naht gegeneinander abgesetzt. Seltener, etwa bei der Familie Oncopodidae, sind alle Tergite miteinander fusioniert (Scutum completum). Wie typisch für die meisten Weberknechte befindet sich oben auf dem Carapax ein Augenhügel mit zwei Augen, diese können insbesondere bei boden- oder höhlenlebenden Formen fehlen. Die ersten Extremitäten, die Cheliceren, sind meist klein, können aber bei einigen Gruppen vergrößert sein; sie sind dreigliedrig als typische Scheren (Chelae) im Dienst der Nahrungsaufnahme gestaltet.
Charakteristisch für die meisten Laniatores ist der Bau des zweiten Extremitätenpaars, der Pedipalpen. Diese dienen nicht, wie bei den meisten Spinnentieren als beinähnliche Tastorgane, sondern sind zu Raubbeinen umgestaltet. Sie sind meist vergrößert und ihre Glieder mit zahlreichen prominenten Dornen versehen. Die stark vergrößerte Klaue kann taschenmesser-artig, als Subchela, gegen das letzte Beinsegment (den Tarsus) eingeschlagen werden, damit werden Beutetiere ergriffen und festgehalten. Die Grundglieder (Coxae oder Hüften) der vier Laufbeinpaare sind miteinander und mit der Unterseite des Rumpfs unbeweglich verschmolzen (oft mit Ausnahme des ersten), die Hüften können sich in der Mitte berühren, so dass kein freies Sternum erkennbar ist. Die Laufbeine besitzen unterschiedliche Länge, sind aber nicht wie bei den Eupnoi der Familien Phalangiidae und Sclerosomatidae, die unser Bild eines „typischen“ Weberknechts prägen, stark verlängert. Sehr typisch und kennzeichnend für die Gruppe ist der Bau der Klauen der Laufbeine. Diese sind am ersten und zweiten Beinpaar einfach, am dritten und vierten immer abgewandelt: in zwei getrennte Klauen geteilt oder gespalten und oft komplex, etwa schildförmig, abgewandelt (dann Peltonychium genannt). Der Metatarsus ist bei den Laniatores in zwei Abschnitte, Astragalus und Calcaneus, gegliedert, diese sind aber unbeweglich, nicht gelenkig, miteinander verbunden.
Der Genitaldeckel (Operculum genitale) der Laniatores ist klein, er liegt zwischen den Coxen des vierten Laufbeinpaars. Die Legeröhre der Weibchen ist einteilig und relativ kurz, ihre Spitze (Apex) meist in vier spitze Zipfel ausgezogen. Viele Laniatores-Arten zeigen ausgeprägten Sexualdimorphismus. Männchen können auffallend gefärbt sein, sie können angeschwollene Anhänge besitzen oder durch markante Dornen ausgezeichnet sein.

## Lebensweise
Viele Arten der Laniatores, insbesondere große Arten wie die Gonyleptidae, besitzen als Adulti eine Lebensdauer von zwei Jahren. Von einigen Arten ist subsoziale Lebensweise nachgewiesen: Die Jungtiere bleiben beisammen und werden, wie schon die Eier, vom Weibchen aggressiv gegen Feinde verteidigt. Diese werden mit den kräftigen Pedipalpen-Scheren gezwickt. Außerdem besitzen die Laniatores, wie alle Weberknechte, zur Verteidigung Stinkdrüsen, die bei ihnen an der Basis der Coxen des zweiten Beinpaars ausmünden. Sie geben ein komplexes Stoffgemisch, etwa aus verschiedenen Chinonen, ab, das abschreckend auf viele Feinde wirkt.

## Forschungsgeschichte
Obwohl einige wenige Arten auch in Europa vorkommen, wurde die erste Art der Laniatores, Gonyleptes horridus erst 1818 in Brasilien entdeckt. Vor der Entdeckung der ersten rezenten europäischen Vertreter in den Südalpen und Pyrenäen im Jahr 1860 waren sie bereits 1854 im baltischen Bernstein gefunden worden. Alle europäischen Formen sind unauffällige bodenlebende Tiere, meist in Hohlräumen im Boden. Einige sind spezialisierte Höhlenbewohner (troglobiont). In ihrer Verbreitung sind sie auffallend an während der Eiszeiten unvergletschert gebliebene Bereiche gebunden.

## Systematik

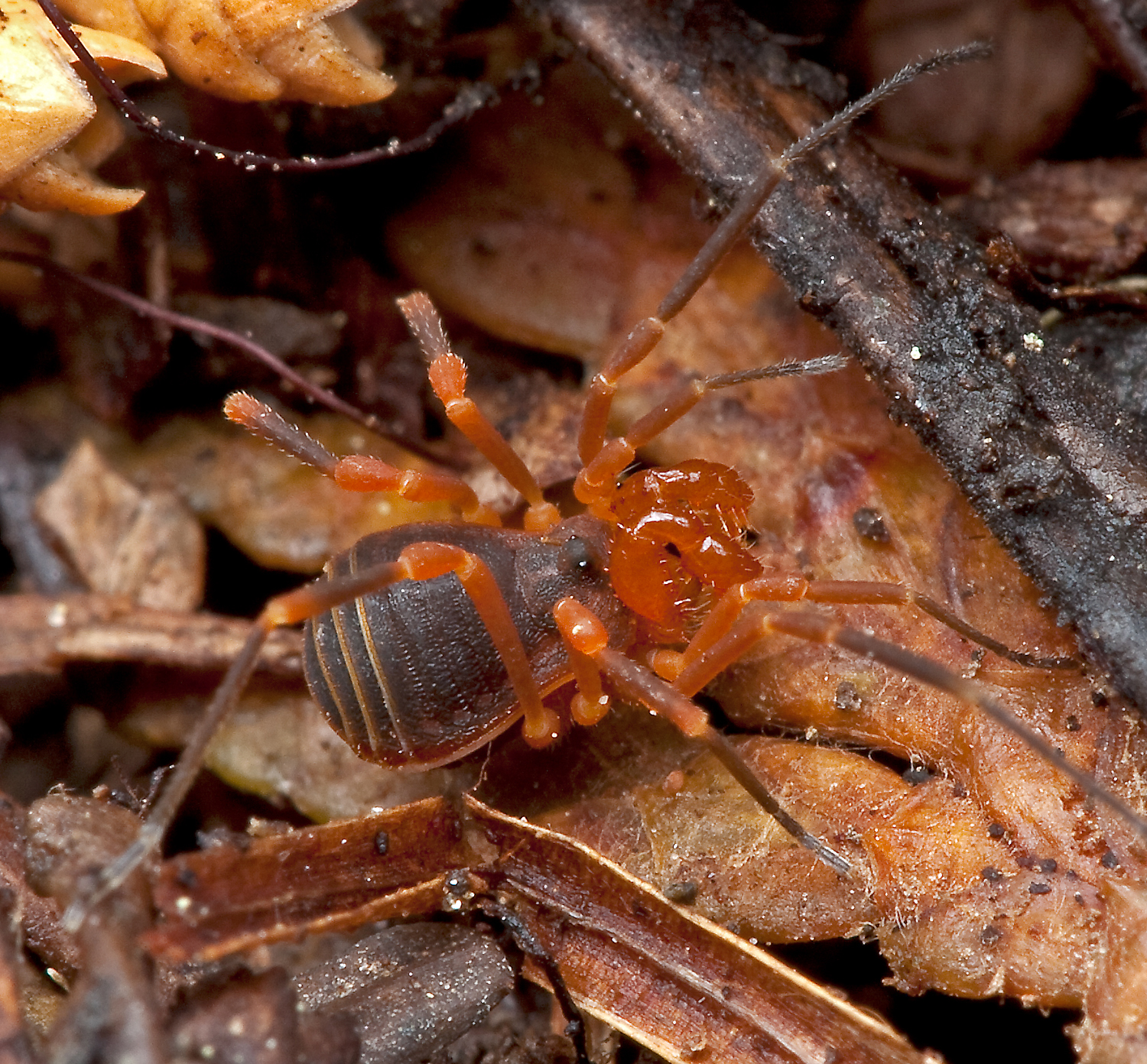
Sclerobunus robustus

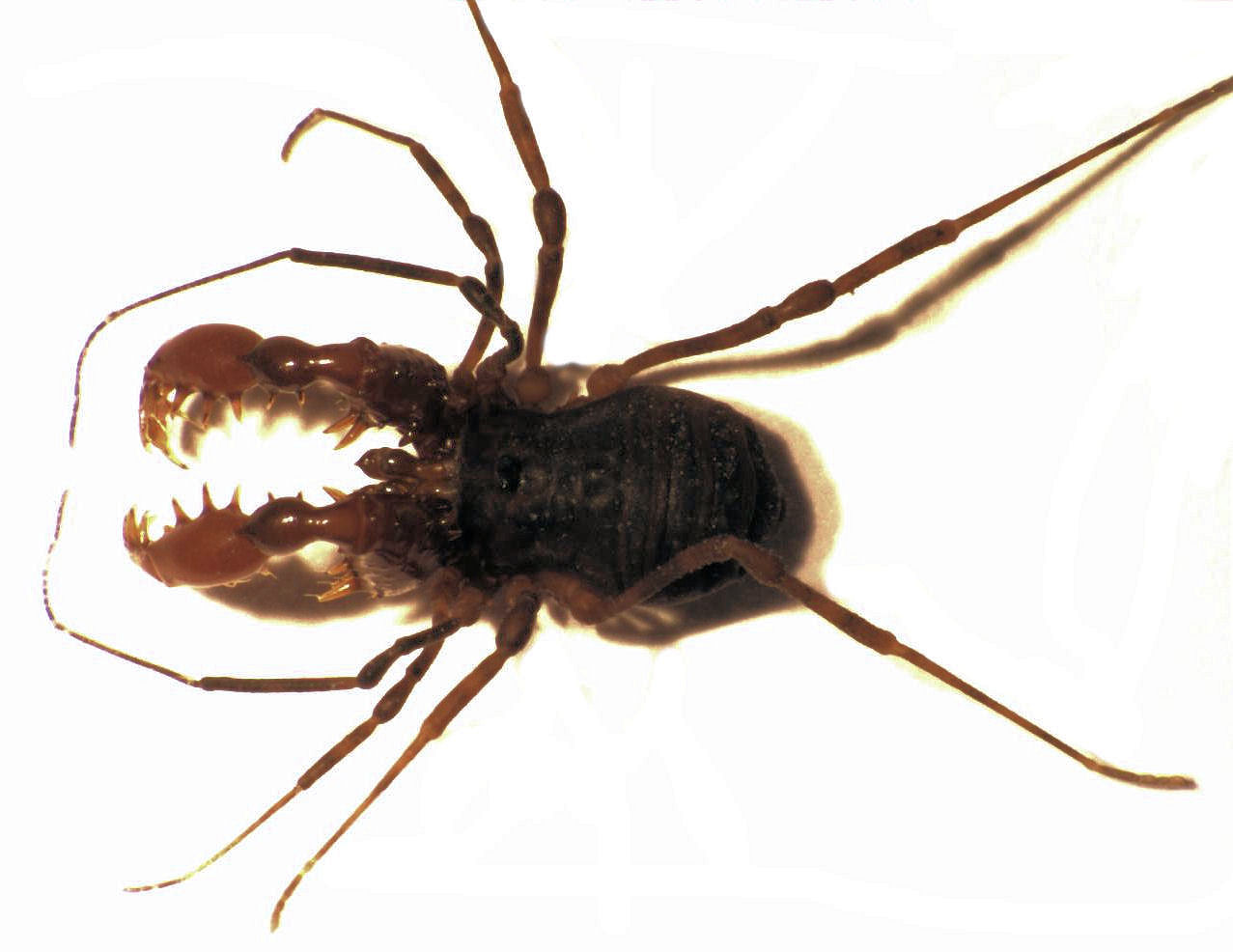
Soerensenella prehensor

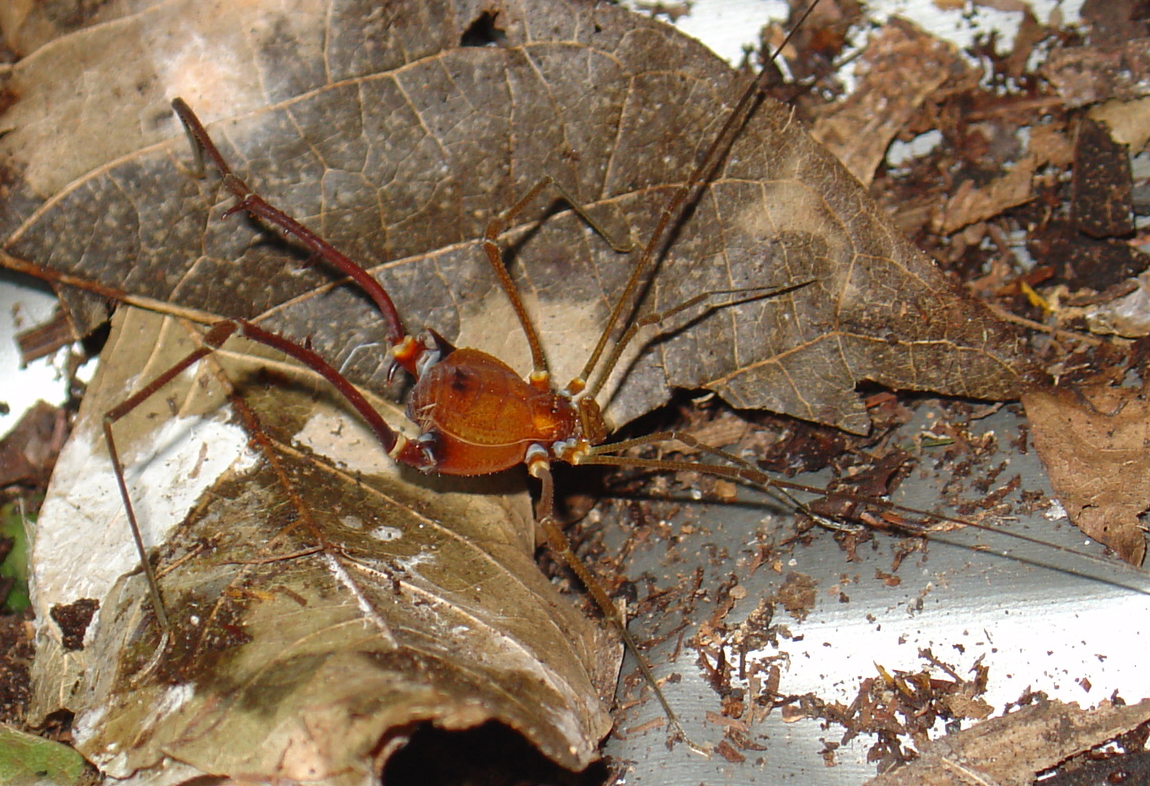
Metagonyleptes calcar

Nach allen neueren Untersuchungen sind die Laniatores die Schwestergruppe der Palpatores, eines Taxons, das die Unterordnungen Eupnoi und Dyspnoi zusammenfasst. Gemeinsam mit diesen bilden sie das übergeordnete Taxon der Phalangida. Frühere Konzepte wie dasjenige von  Jochen Martens, nach dem die Laniatores der basalste Abzweig der Weberknechte seien und die anderen ihnen als Taxon „Cyphopalpatores“ entgegen stünden, sind überholt und haben nur noch historische Bedeutung.
Das im Folgenden dargestellte System folgt Adriano Kury Es ist als vorläufiger Stand des Wissens zu verstehen, weil bis in jüngste Zeit laufend neue Familien beschrieben werden:
- Unterordnung Laniatores Thorell, 1876
  - Teilordnung Insidiarores Loman, 1901
    - Überfamilie Travunioidea Absolon & Kratochvíl, 1932
      - Familie Cladonychiidae Hadži, 1935 (syn. Erebomastridae Briggs, 1969)
      - Familie Cryptomastridae Derkarabetian & Hedin, 2018
      - Familie Paranonychidae Briggs, 1971
      - Familie Travuniidae Absolon & Kratochvíl, 1932

    - Überfamilie Triaenonychoidea Sørensen, 1886
      - Familie Synthetonychiidae Forster, 1954
      - Familie Triaenonychidae Sørensen, 1886

  - Teilordnung Grassatores Kury, 2002
    - Überfamilie Assamioidea Sørensen, 1884
      - Familie Assamiidae Sørensen, 1884
      - Familie Pyramidopidae Sharma, Prieto & Giribet, 2011
      - Familie Trionyxellidae Roewer, 1912

    - Überfamilie Epedanoidea Sørensen, 1886
      - Familie Epedanidae Sørensen, 1886
      - Familie Petrobunidae Sharma & Giribet, 2011
      - Familie Podoctidae Roewer, 1912
      - Familie Sandokanidae Özdikmen & Kury, 2007
      - Familie Tithaeidae Sharma & Giribet, 2011

    - Überfamilie Gonyleptoidea Sundevall, 1833
      - Familie Agoristenidae Šilhavý, 1973
      - Familie Cosmetidae C.L. Koch, 1839
      - Familie Cranaidae Roewer, 1913
      - Familie Cryptogeobiidae Kury, 2014
      - Familie Gerdesiidae Bragagnolo, Hara & Pinto-da-Rocha, 2015
      - Familie Gonyleptidae Sundevall, 1833
      - Familie Manaosbiidae Roewer, 1943
      - Familie Metasarcidae Kury, 1994
      - Familie Nomoclastidae Roewer, 1943
      - Familie Stygnidae Simon, 1879
      - Familie Stygnopsidae Sørensen, 1932
      - Familie Phalangodidae Simon, 1879

    - Überfamilie Samooidea Sørensen, 1886
      - Familie Biantidae Thorell, 1889
      - Familie Samoidae Sørensen, 1886
      - Familie Stygnommatidae Roewer, 1923

    - Überfamilie Zalmoxoidea Sørensen, 1886
      - Familie Escadabiidae Kury & Pérez-González, 2003
      - Familie Fissiphalliidae Martens, 1988
      - Familie Guasiniidae González-Sponga, 1997
      - Familie Icaleptidae Kury & Pérez-González, 2002
      - Familie Kimulidae Pérez-González, Kury & Alonso-Zarazaga, 2007
      - Familie Zalmoxidae Sørensen, 1886

### Mitteleuropäische Arten
In Mitteleuropa kommen nur wenige Arten vor Die Familie Travuniidae ist in Europa mit zehn Arten, davon in den Südalpen mit drei Arten der Gattung Peltonychia vertreten. Einziger Vertreter der Cladonychiidae ist die Gattung Holoscotolemon mit fünf europäischen Arten, die auch in den Alpen leben. Als einzige Art erreicht Holoscotolemon unicolor auch Deutschland. Die Familie Phalangodidae kommt mit fünf Gattungen im Mittelmeergebiet vor, von denen Scotolemon die Südalpen erreicht.